# Гута-Ткачёва
Гута-Ткачёва (укр. Гута-Ткачова) — село в Репкинском районе Черниговской области Украины. Население 55 человек. Занимает площадь 0,45 км².
Код КОАТУУ: 7424482002. Почтовый индекс: 15010. Телефонный код: +380 51-83.

## Власть
Орган местного самоуправления — Горностаевский сельский совет. Почтовый адрес: 15010, Черниговская обл., Репкинский р-н, с. Горностаевка, ул. Первомайская, 86. Тел.: +380 (4641) 4-21-32; факс: 4-21-32.